# Vytfutia bedel
Vytfutia bedel är en spindelart som beskrevs av Christa L. Deeleman-Reinhold 1986. Vytfutia bedel ingår i släktet Vytfutia och familjen Phyxelididae. Inga underarter finns listade i Catalogue of Life.